# Heavy Metal Lover
«Heavy Metal Lover» es una canción interpretada por la cantante estadounidense Lady Gaga. Fue escrita y producida por ella y Fernando Garibay, e incluida en su segundo álbum de estudio, Born This Way, de 2011. Compuesta a manera de canción electro-pop, trance y techno, en la canción Gaga hace referencias al sexo y al alcohol.
«Heavy Metal Lover» recibió, en general, comentarios positivos por parte de la crítica, siendo considerada por algunos como uno de los momentos más destacados del disco. Además, fue seleccionada por MTV como la cuarta mejor canción del 2011, a pesar de no haber sido lanzada como sencillo. Por su parte, logró entrar en el conteo de Bélgica, llegando a la posición número 21. El 31 de diciembre de 2011, en vísperas del año nuevo, la cantante interpretó la canción en el Times Square junto con «Marry the Night» y «Born This Way». Meses después, fue incluida en el repertorio de su tercer gira mundial, The Born This Way Ball.

## Antecedentes y composición
«Heavy Metal Lover» fue escrita y producida por Gaga y Fernando Garibay, grabada por Dave Rusell en los estudios Paradise, quien también se ocupó de la remezcla en el The Mix Room Burbank.
De acuerdo con Scott Shetler de PopCrush, la letra es un tanto «poética», destacándose la línea: “Let’s raise hell in the streets, drink beer, and get into trouble” —en español: «Levantemos el infierno en las calles, bebamos cerveza, y metámonos en problemas»—. La canción posee, además, metáforas y referencias sexuales, hablando específicamente de orgías y un juego de rol sexual, como en las frases: “Tonight bring all your friends/Because a group does it better/Why river with a pair/Let's have a full house of leather” —en español: «Esta noche trae a todos tus amigos/porque es mejor hacerlo en grupo/por qué quedarse con un par/tendremos la casa llena de cuero»— y “Dirty pony, I can’t wait to hose you down” —«Poni sucio, no puedo esperar para darte de beber»—, respectivamente.
De igual manera, hace referencias al alcohol, destacándose la frase inicial de la canción: “I want your whiskey mouth/All over my blond south” —en español: «Quiero tu boca de whiskey/en todo mi sur rubio»—. «Heavy Metal Lover» comienza con golpes estroboscópicos, seguidos de la voz de Gaga presentes en la primera línea ya mencionada. Luego, llega una especie de canto susurrado, que luego se convierten en un puente casi rapeado, arreglado con Auto-Tune. El estribillo está repleto de simples «ooh-ooh-ooh-who-who/who-who-who ooh who-who/who who», y, a continuación, el título de la canción es cantada con una voz alterada electrónicamente.

## Recepción

### Comentarios de la crítica

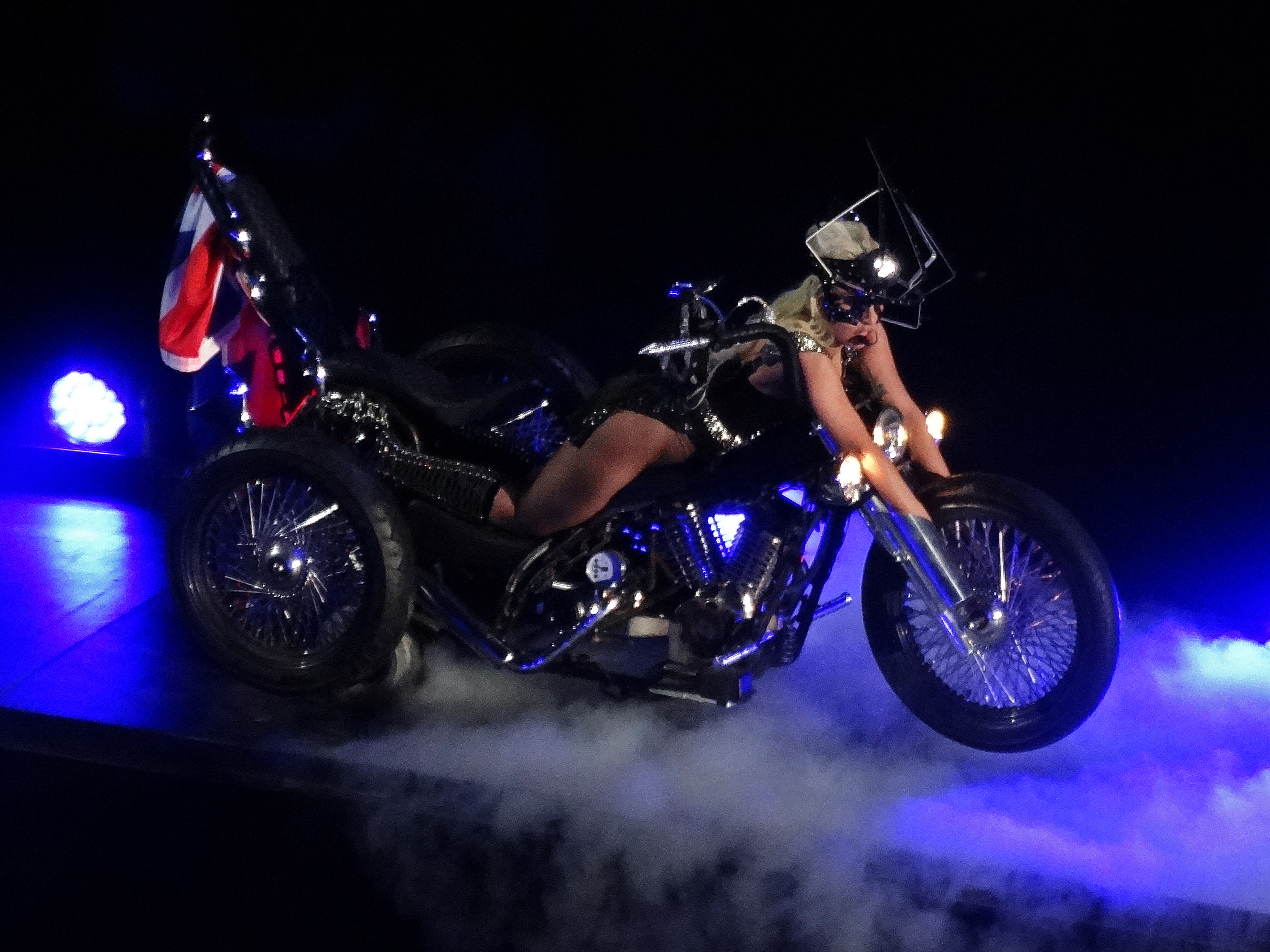
Gaga interpretando la canción en el The Born This Way Ball Tour, en la que se fusiona con una motocicleta para recorrer el escenario.

En términos generales, «Heavy Metal Lover» recibió comentarios positivos por parte de la crítica. Carlos Fresneda de El Mundo comentó que es «uno de los temas que más engancha a la primera escucha». Scott Shetler de PopCrush calificó a «Heavy Metal Lover» con cuatro estrellas y media de cinco, y añadió que «la canción podría ser uno de nuestros himnos dance favoritos en Born This Way». Por su parte, Katherine St Asaph le concedió tres estrellas de cinco a la canción, argumentando que «los versos se arrastran por un surco sucio». Amy Sciarreto de ARTISTdirect la describió como «heavy metal establecido sobre ritmos electro-industriales, fácilmente la canción más "agresiva" que Gaga haya lanzado, con susurrantes letras sobre bocas de whiskey».
Neil McCormick de The Telegraph destacó la «sobrecarga de poderosos sintetizadores», llamándola «una oda electropop para los malolientes hombres de chaqueta de cuero». Analizando el álbum, Jody Rosen de Rolling Stone declaró que la letra de «Heavy Metal Lover» es «indecente» que va «contra un sonido de sintetizador sucio». Becky Bain de Idolator llamó a la canción «la melodía synth-trance más futurista que se haya asociado con el heavy metal», elogiando también al gancho del coro por ser «de los más contagioso». Por su parte, Nicole James de MTV Buzzyworthy dijo que «"Heavy Metal Lover" es una pista inspirada en el house-trance que casi no tiene nada que ver con el heavy metal». En su lista de las mejores 25 canciones del 2011, James Montgomery de MTV consideró que «Heavy Metal Lover» era la cuarta mejor canción del año, y dijo: «Fue una canción que Gaga no publicó como sencillo este 2011, lo que resulta extraño, considerando que es, de lejos, la mejor canción en el álbum».

## Presentaciones en vivo y uso en los medios
El 31 de diciembre de 2011, en vísperas de año nuevo, la cantante se presentó en el Times Square, Nueva York, Estados Unidos. Allí, cantó hasta el primer coro de «Heavy Metal Lover», y luego, interpretó en un medley entre «Marry the Night» y «Born This Way». Gaga comenzó su actuación con un vestido de lentejuelas estilo pulpo y luego de despojarse de ella, reveló una pelota alrededor de la cabeza, la cual se la quitó para cantar «Born This Way». Por otro lado, la canción fue utilizada en un comercial para los MTV VMA de 2011. El vídeo, estrenado el 18 de agosto de 2011 durante un episodio de Jersey Shore, fue filmado en blanco y negro, y contiene un remix de «Government Hooker» y fragmentos de «Heavy Metal Lover». La canción también fue agregada en el repertorio del The Born This Way Ball, tercera gira musical de la cantante.

## Posicionamiento en listas

### Semanales
| Bélgica (Valonia) | Ultratip 50 | 21 |

## Créditos y personal
- Lady Gaga — vocales, composición, producción
- Fernando Garibay — composición, producción, programación, teclado
- Dave Rusell — grabación, remezcla
- Gene Grimaldi — masterización
- DJ White Shadow — programador de batería